# 糸谷正俊
糸谷 正俊（いとたに まさとし）は、日本の造園系コンサルタントエンジニア。

## 来歴
自筆の文章で「団塊の世代」であると述べている。京都大学農学部卒業。
造園設計事務所やシンクタンク勤務ののち、1983年に総合計画機構を設立する。1990年の国際花と緑の博覧会では会場計画の一端を担った。
2005年当時は、総合計画機構代表取締役を務めていた。
2007年に公園マネジメント研究所を設立し、代表となる。2012年に取締役を退任した。
公園管理運営士会会長も務めた。
「都市防災公園に係わる一連の調査および計画・設計技術の体系化」により平成19年度日本造園学会賞技術部門を、2009年に第31回日本公園緑地協会北村賞を、それぞれ受賞している。
著書に『安全で安心できる地域づくりのための防災公園』（都市緑化技術開発機構 - 2005年）、『防災公園技術ハンドブック』（都市緑化技術開発機構 編集　環境コミュニケーションズ）、『美しい景観・まちづくりに役立つ景観55事例』（ランドスケープコンサルタンツ協会美しい景観事例集編集委員会）、『環境デザイン学 ―ランドスケープの保全と創造―』（朝倉書店、2007年）、『市民参加時代の美しい緑のまちづくり』（経済調査会 2001年）がある。